# 코니츠

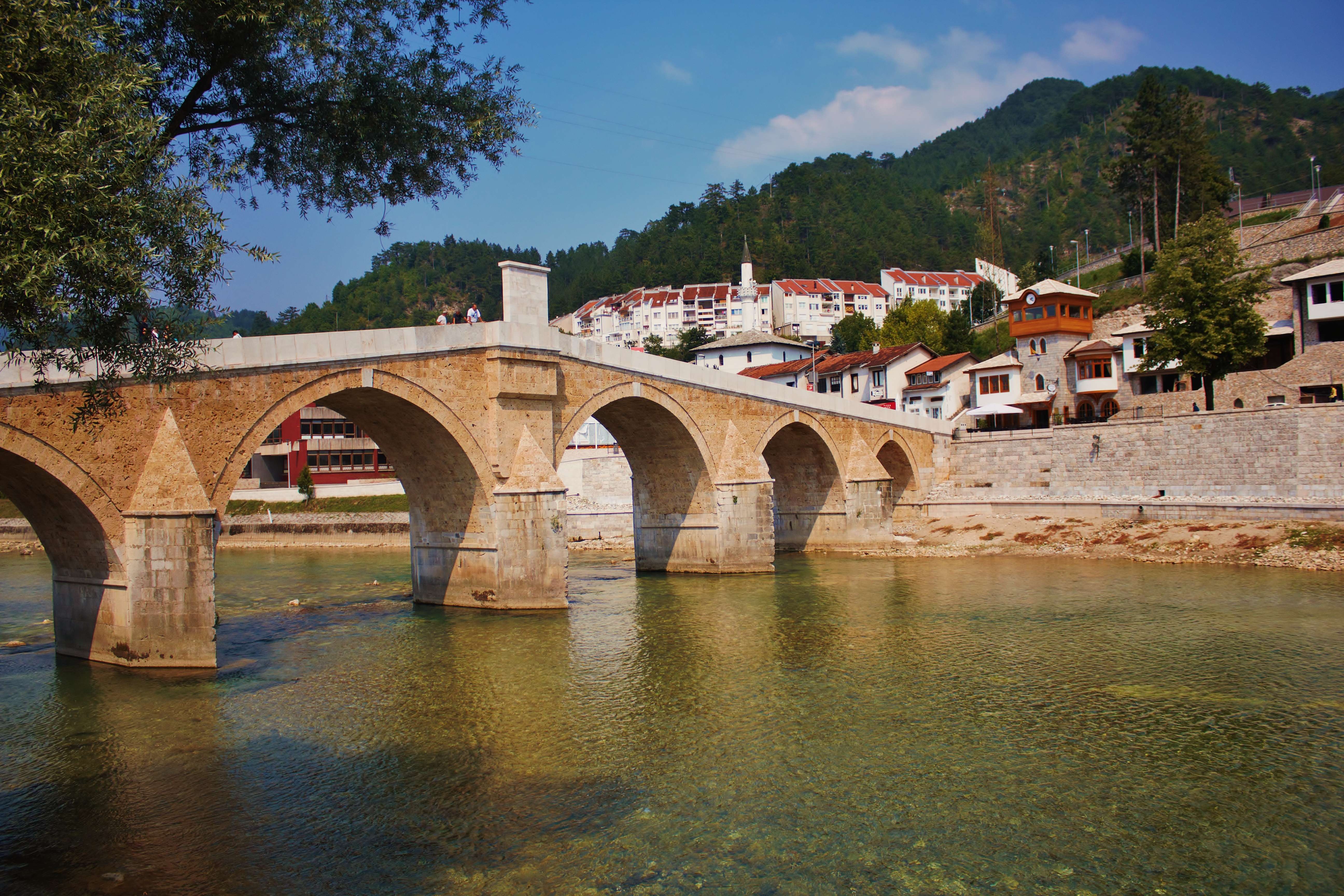
코니츠 다리

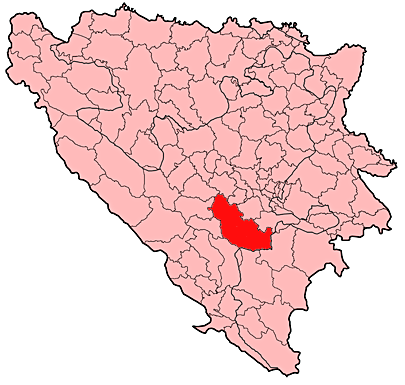
코니츠의 위치

코니츠(보스니아어: Konjic, 크로아티아어: Konjic, 세르비아어: Коњиц, Konjic)는 보스니아 헤르체고비나 북부에 위치한 도시로 면적은 1,169km2, 높이는 268m, 인구는 26,381명(2013년 당시 기준), 인구 밀도는 23명/km2이다. 행정 구역상으로는 보스니아 헤르체고비나 연방에 속하는 주인 헤르체고비나네레트바 주에 위치하며 사라예보에서 남서쪽으로 약 50km 정도 떨어진 곳에 위치한다.

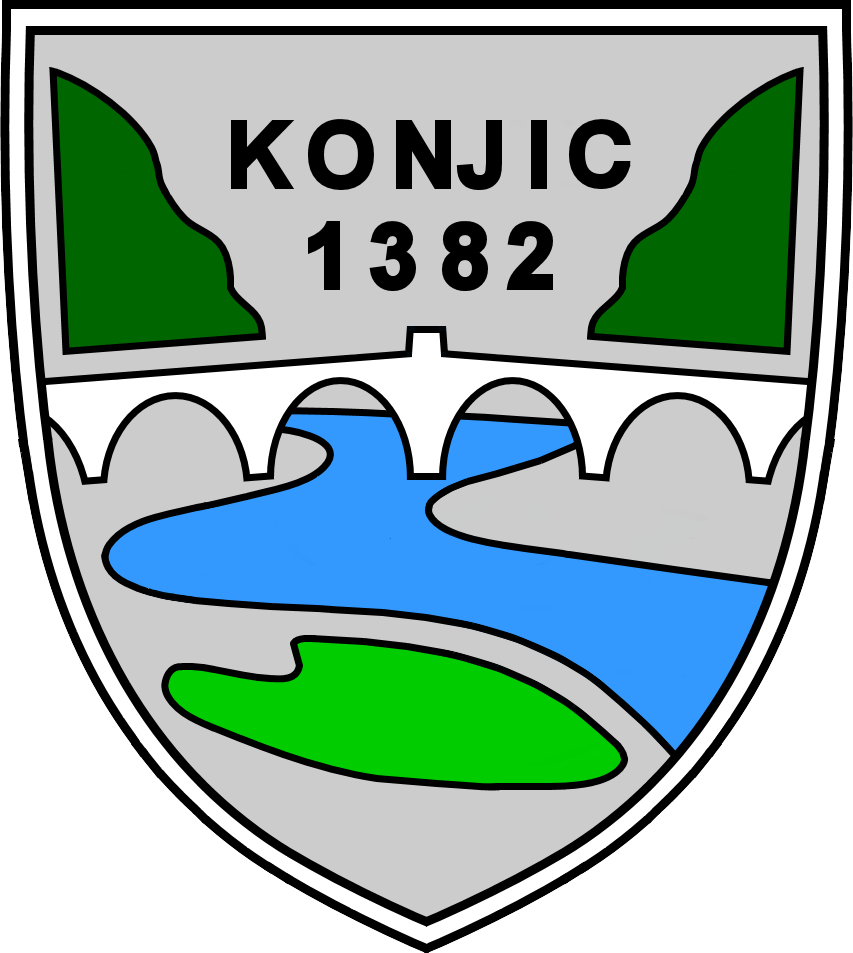
시 문장